# EKAS-Richtlinie
Die Eidgenössische Koordinationskommission für Arbeitssicherheit (EKAS) erlässt im Auftrag des Bundes Richtlinien zur Sicherstellung der Arbeitssicherheit in der Schweiz.

## Rechtliche Bedeutung der EKAS-Richtlinien

### Gesetzliche Grundlagen
Der Gesetzgeber hat im Unfallversicherungsgesetz (Artikel 85 UVG) in Verbindung mit der Verordnung über die Verhütung von Unfällen und Berufskrankheiten (Artikel 11b und 52a VUV) der EKAS die Möglichkeit eingeräumt, Richtlinien zu erlassen. Davon hat die EKAS Gebrauch gemacht und die unten aufgeführten Richtlinien erlassen.

### Sinn und Zweck von EKAS-Richtlinien
Die EKAS-Richtlinien haben den Zweck (siehe Artikel 52a Absatz 1 VUV), eine einheitliche und sachgerechte Anwendung der Vorschriften über die Arbeitssicherheit, d. h. die Verhütung von Berufsunfällen und Berufskrankheiten, zu gewährleisten. Die EKAS berücksichtigt dabei das entsprechende internationale Recht.
Die EKAS-Richtlinien konkretisieren die Gesetzesvorschriften und erläutern somit das Gesetz (namentlich UVG) und die Verordnungen (insbesondere VUV); sie schaffen aber kein (neues) Recht.

### Bedeutung der EKAS-Richtlinien für Arbeitgeber
Für die Arbeitgeber bieten die EKAS-Richtlinien eine Hilfestellung an und haben bei deren Berücksichtigung den Vorteil der gesetzlichen Vermutungswirkung. Diese ist in Artikel 11b Absatz 2 und 52a Absatz 2 VUV umschrieben und lautet gemäss letzterem Artikel wie folgt: «Befolgt der Arbeitgeber solche Richtlinien, so wird vermutet, dass er diejenigen Vorschriften über die Arbeitssicherheit erfüllt, welche durch die Richtlinien konkretisiert werden.»
Diese gesetzliche Vermutungswirkung ist insbesondere bei Unfällen und Schadenfällen wegen den gesetzlichen Arbeitgeberpflichten (siehe Artikel 82 UVG, Artikel 6 ArG und Artikel 328 OR) sehr bedeutsam. Denn aus der Verletzung der gesetzlichen Arbeitgeberpflichten können sich verwaltungsrechtliche (u. a. Ermahnung/Verfügung etc. Artikel 62/64 VUV bzw. Artikel 51 Absatz 1/2 Arbeitsgesetz, ArG, strafrechtliche (siehe u. a. Artikel 112 Absatz 4 UVG, Artikel 59 Absatz 1 ArG, Artikel 117, 125, 230, 292 Strafgesetzbuch, StGB) und/oder zivilrechtliche (speziell haftungsrechtliche siehe u. a. Artikel 55 und Artikel 41 Obligationenrecht, OR)) Folgen bzw. Sanktionen ergeben.

## Liste mit EKAS-Richtlinien

### Aktuell gültige EKAS-Richtlinien
- 1825 Brennbare Flüssigkeiten (05/2005)
- 1871 Chemische Laboratorien (06/2013)
- 2134 Forstarbeiten (01/2018)
- 2387 Destillationsanlagen für brennbare Flüssigkeiten (10/1988)
- 6501 Säuren und Laugen (01/1990)
- 6503 Asbest (12/2008)
- 6505 Betrieb von Höchstdruck-Wasserstrahl-Geräten (HWG) (07/1991)
- 6506 Arbeiten auf Hölzernen Masten von Freileitungen (08/2013)
- 6507 Ammoniak, Lagerung und Umgang (08/1995)
- 6508 Beizug von Arbeitsärzten und anderen Spezialisten der Arbeitssicherheit - ASA (01/2017)
- 6509 Schweissen, Schneiden und verwandte Verfahren zum Bearbeiten metallischer Werkstoffe (05/1999)
- 6510 Kranführerausbildung für das Bedienen von Fahrzeug- und Turmdrehkranen (11/2007)
- 6511 Überprüfung und Kontrolle von Fahrzeugkranen und Turmdrehkranen (10/2007)
- 6512 Arbeitsmittel (01/2017)
- 6514 Untertagarbeiten (10/2005)
- 6516 Druckgeräte (01/2017)
- 6517 Flüssiggas (12/2017)
- 6518 Ausbildung und Instruktion für Bediener von Flurförderzeugen (07/2017)